# Christian Gündling
Christian Gündling (* 26. Februar 1961) ist ein deutscher Marketingberater. Er ist seit 1999 Professor für Marketing, Vertrieb und Strategie an der Jade-Hochschule.

## Leben
Gündling studierte Volkswirtschaftslehre und Politikwissenschaften in an der Albert-Ludwigs-Universität Freiburg. In einem Medienkonzern war er als Marketingdirektor tätig und hat als Vertriebsverantwortlicher eine der ersten Kundendienstorganisationen in der deutschsprachigen Medienbranche aufgebaut. 1994 hat er sich als Marketing- und Vertriebsberater auf der Basis des von ihm entwickelten Konzepts „Maximale Kundenorientierung“ selbständig gemacht. Seit 1999 ist er zudem Professor an der Jade-Hochschule in Wilhelmshaven.

## Werk
Gündling hat frühzeitig die Bedeutung der Kundenorientierung als ganzheitliches Konzept der Unternehmensführung erkannt. 1995 erschien sein Buch „Maximale Kundenorientierung“. Neben weiteren Buchtiteln hat er auch zahlreiche Artikel und Fernstudienmodule um die Themen Kundenorientierung, Kundenbindung, CRM und Vertrieb veröffentlicht. Angeregt durch die Veröffentlichung „Schnelles Denken, langsames Denken“ von Daniel Kahneman hat Gündling sein von der Freiburger Schule geprägtes Gedankengebäude infrage gestellt. Heute beschäftigt sich Gündling mit der Frage, welche Möglichkeiten Unternehmen haben, mit Kundenorientierung dem Wettbewerber aus dem Wege zu gehen, um so im digitalen Zeitalter bestehen zu können. Seine Theorien basieren auf Erkenntnissen der Verhaltensökonomie.

## Veröffentlichungen (Auszug)
- Letzter Aufruf Kundenorientierung – Vom Sinn zum Gewinn – warum in einer digitalisierten Welt nur echte Kundenorientierung zu Gewinn führen wird, Springer, Mitte 2018
- Strategiegestützter Vertrieb, in: Pepels: Erfolgsfaktor Marketing-Controlling, Düsseldorf, 20132
- IT-Unterstützung von Sales-Prozessen, in: Hippner u. a.: Grundlagen des CRM, Wiesbaden, 20113
- Verkaufsprozessmanagement, in: Pepels: B2B-Handbuch Operations Management, Düsseldorf, 2009
- Erfolgsfaktoren für Online-Newsletter, in: acquisa, 2004, Heft 6/2006, S. 44–48
- Direktmarketing – Schlüssel zur Kundenorientierung, in: Applied Marketing, Hrsg. Uwe Kamenz, Springer, 2003
- Umsetzung der Strategie durch den Vertrieb, in: Marketing-Controlling-Organisation, Hrsg. Werner Pepels, Erich Schmidt Verlag, 2003
- Erfolg durch Direktmarketing – Praxishandbuch für mittelständische Unternehmen im B-to-B, Luchterhand-Verlag, 2002 (Hrsg.)
- Direktmarketing im B2B, Eschborn: RKW-Verlag, 2002

## Forschungsprojekte und Lehreinheiten
Entwicklung des CRM-Navigators 2010
- Der E-Mail-Newsletter als Instrument des CRM im B2B – Primäruntersuchungen bei Herausgebern und Abonnenten, 2003
- Die Fachanzeige als Instrument zur Neukundengewinnung – Primäruntersuchung bei Unternehmen, seit 2001
- Vertriebsorientiertes Management: Kundenservice, Schriften des Fernstudienganges Vertriebsingenieur Nr. 26, Zweibrücken 2002
- Vertriebsorientiertes Management: Vertriebsorganisation I, Schriften des Fernstudienganges Vertriebsingenieur Nr. 26, Zweibrücken 2001
- Vertriebsorientiertes Management: Vertriebsorganisation I, Schriften des Fernstudienganges Vertriebsingenieur Nr. 27, Zweibrücken 2001